# 809 هـ
809 هـ هي سنة في التقويم الهجري امتدت مقابلةً في التقويم الميلادي بين سنتي 1406 و1407.

## مواليد
- برهان الدين البقاعي

## وفيات
- ابن دقماق
- المغربي التبريزي